# 蓬泰伊
蓬泰伊（法語：Pontey），是意大利瓦莱达奥斯塔的一个市镇。总面积15平方公里，人口829人，人口密度55.3人/平方公里（2009年）。ISTAT代码为007051。